# Râul Păltinoasa Mică
Râul Păltinoasa Mică este un curs de apă, unul din brațele care formează râului Păltinoasa. 

## Hărți
- Harta Munții Lotrului  Arhivat în 6 mai 2008, la Wayback Machine.